# Осада Старого Быхова (1659)
Осада Старого Быхова — одно из событий русско-польской войны 1654—1667. Весной 1659 года после взятия Мстиславля русская армия князя Ивана Лобанова-Ростовского осадила Старобыховскую крепость, где заперлись изменившие царю казацкие полки Ивана Нечая и Самуила Выговского. Осада продолжалась до 4 декабря 1659 года, когда город был взят штурмом. Нечай и Выговский попали в плен и были отправлены в Москву. Оставив в крепости гарнизон, князь Лобанов-Ростовский вернулся в январе 1660 года в Смоленск, где распустил свою армию.
При штурме крепость, в которой взорвался арсенал, сильно пострадала. В 1661 году русский гарнизон Быхова был вынужден сдаться осадившему его войску Стефана Чарнецкого.